# うえむらちか
うえむら ちか（9月23日 - ）は、日本の女優、タレント、小説家。広島県安芸郡海田町出身。身長156cm。血液型はAB型。2021年5月20日をもって、デビュー以来所属していたスペースクラフト・エージェンシーを退所し、現在フリー。

## 来歴
2006年、角川「第2回ケータイザテレビジョン フレッシュオーディション」読者賞受賞。
2007年4月から、一連の不祥事により、タレントが出演するCMの放送を中止していた消費者金融会社「アイフル」のCMに出演し、イメージキャラクターを務めている。
広島県福山市を舞台とする原作・夢野久作、監督・秋原正俊『白椿』（2007年公開）で映画初出演した。
2007年12月から、『ザテレビジョン』（角川グループホールディングス（現KADOKAWA））にてブログを開始した。
2009年4月から、広島東洋カープファンが主役のフリーペーパー『月刊ホームラン』で4コマ漫画を連載。
2010年4月20日に講談社Birthから小説『ヤヌス』を出し、小説家デビューを果たす。
2010年6月12日〜23日に上海国際博覧会「CoFesta IN 上海」にて日本の現代コンテンツを紹介する“カワイイ天使”を務める。
2015年2月5日〜2月8日に、自身二作目の小説『灯籠』が原作となり、舞台化される。
2015年4月から、TBSラジオが放送しているプロ野球中継番組『TBSラジオ エキサイトベースボール』のイメージキャラクターを務めている。
2016年12月14日に、ワコールが主催する「Red Fashionista Award 2016」スポーツ部門をカープ女子として受賞。
2017年8月16日、うえむらちか with COIFUL CHEERSとして「鯉スル乙女」をビクターより配信限定リリース。
2020年～2021年、広島「食」の観光キャンペーンアンバサダー就任。
2021年5月20日、スペースクラフト・エージェンシーを退所。
2022年、「第1回ひろしま国際平和文化祭」公式サポーター、広島電鉄公式アンバサダー、サマージャンボ宝くじPRキャラクター就任。

## 人物
- 趣味は、トランペットとマジック、映画鑑賞、小説、漫画集め。
- 広島東洋カープファン。首都圏の球場に度々足を運ぶ[1]。ブログでもカープについて頻繁に書いている。また、2006年シーズン途中に広島から巨人に移籍した木村拓也と2008年に広島市内の理髪店で偶然会った事があり、お店の方が『アイフルのCMに出てる子だよ』というと、木村が『握手して』と言って、お互いに写真を撮り合ったという。2011年の冬コミでチカリストア名義で発表した同人誌「カチカチカープ」でもカープを題材としている。
- 高橋留美子のファン。
- 姉妹揃ってZARDのファンである。本人が初めて行ったライブもZARDのライブであり、東京で行われた坂井泉水の音楽葬にも、姉と一緒に行っている。
- 自身が出演するインターネットラジオ番組『うぇぶらじ@電撃文庫』の番組内で体重詐称疑惑が取り上げられたが、「スタジオに体重計を持ち込んで量って見せてもいい！」と断言し、更に「今まで一度も（体重が）40kgを越えたことがない」と公言し、出演者を驚かせた。
- 漫画やイラストも手掛けており、上記のように同人誌も発表している。
- かつて同じ事務所だった明坂聡美の公式ストーカーを公言しており、度々Twitterで明坂聡美が行った場所と同じ場所で撮った写真をあげたりしている。

## 出演

### ドラマ
- ライフ〜壮絶なイジメと闘う少女の物語〜（2007年6月30日〜2007年9月、フジテレビ）　門倉雪乃 役
- 音女 042　独占するオトメ（2008年6月17日、テレビ朝日）　明菜 役
- チーム・バチスタの栄光（2008年10月14日〜2008年12月23日、関西テレビ・フジテレビ）　星野響子 役
- CLIMAX #10 5minutes（2009年、MSNビデオドラマ）　主演
- おみやさん 第7シリーズ 第8話（2010年6月10日、テレビ朝日）バイオリン修行中のクミ 役
- いちごとせんべい 第2話「割れたせんべい」（2010年7月24日、NHK総合）メイドさん 役
- 三毛猫ホームズの推理 第2話（2012年4月21日、日本テレビ）　金崎沢子 役
- Oh,My Dad!!（2013年8月1日、フジテレビ）　店員 役
- 極悪がんぼ（2014年6月16日、フジテレビ）　アナウンサー 役
- セレンディピティ物語〜新しい自分に出会う旅〜（2015年12月28日、毎日放送ほか）　広島〜京都編主役・片桐さくら 役
- 新春ドラマスペシャル「釣りバカ日誌 新米社員 浜崎伝助」瀬戸内海で大漁！結婚式大パニック編（2019年1月4日、テレビ東京系）　植木秘書課長の婚約者 役

### 映画
- 白椿（2007年10月公開）　齋藤ゆか 役
- ももドラ momo+dra（2012年2月4日公開）　彩夏の姉 役

### TV
- おもてなし音楽バラエティ むちゃ∞ブリ!（2007年4月〜2008年3月、テレビ東京） アシスタント
- カルチャーSHOwQ〜21世紀テレビ検定〜（2007年10月15日、テレビ神奈川ほか東名阪ネット6各局） 第28回ゲスト
- クイズ!紳助くん（2007年11月5日、朝日放送） ゲスト
- くりぃむナントカ（2008年5月14日、テレビ朝日） ナントカベーカリーコーナーゲスト
- スペシャル情報番組2008県内キャンパス情報（2008年6月22日、29日、とちぎテレビ） ナビゲーター
- 東京国際アニメフェア〜東京アニメアワード2009（2009年5月5日、TOKYO MXテレビ） ナビゲーター
- BSマンガ夜話(2009年12月23日、NHK BS2） 「犬夜叉」ゲスト
- キュート！9chを探せ！キャンペーン（2010年5月17日〜28日、TOKYO MXテレビ） ナビゲーター
- コサキンDEラ゛ジオ゛!（2011年3月3日、2013年2月2日、BS朝日） ゲスト
- このマンガいいね! BSオススメ夜話（2014年7月27日、NHK BSプレミアム） 第一夜「泣ける」編オススメンバー
- これで優勝!?運気アゲアゲ なんてカープ女子だ!（2014年9月6日、RCCテレビ） 司会
- 鯉のはなシアター（2014年12月12日・19日、広島ホームテレビ） ゲスト
  - #27 ｢中東直己と赤き球場 ～時を越えた30年の想い～｣（2014年12月12日）
  - #28 ｢遥か14,000km 2年越しで掴んだ夢｣（2014年12月19日）
- カープ日本一TV（2015年1月1日、RCCテレビ） 宮島
  - カープ日本一TV2016 鯉の大逆襲!海に山地誓う（2016年1月1日、RCCテレビ） 大崎上島
  - カープ日本一TV 2018〜夢の日本一へ決意の書初め!〜（2018年1月1日） ハワイ
- news every.「戦後70年企画、うえむらちかさん」（2015年2月10日、日本テレビ）
- わがまま!気まま!旅気分 〜聖地巡礼!? カープ女子の宮崎・日南ツアー〜（2015年2月21日、BSフジ）
- カープ開幕直前特番 男気!鯉戦士の誓い（2015年3月21日、RCCテレビ） ゲスト
- 奮闘!カープ 2015（2015年10月9日、NHK中国地方5県）
- HAPPY MONDAY BASEBALL 今週のプロ野球とことん予想（BSスカパー） 広島東洋カープ担当プレゼンター
- Veryカープ!Wチャンスナイター（2017年5月10日、RCCテレビ）プロ野球中継内「Wチャンスプレゼント企画」プレゼントナビゲーター
  - Veryカープ!安仁屋倶楽部 ANIYA-CLUB（2017年、RCCテレビ） 部長：安仁屋宗八　部員No.9：うえむらちか
  - Veryカープ!連覇は一日にしてならず! 〜黄金時代への秘策〜（2017年7月16日、RCCテレビ）ゲスト
- よくばりアリス（2017年11月3日・24日、広島テレビ） - 「来シーズンこそは、日本一!カープ新黄金時代到来スペシャル」
- 祝!セ・リーグ連覇 生中継カープ優勝パレード2017（2017年11月25日、NHK広島放送局、NHK総合） 全国広島東洋カープ私設応援団連盟会長 新藤邦憲と共に出演
- 2018カープフェスティバル 鯉祭り（2018年3月25日、RCCテレビ） リポーター
- プロ野球ドラフト会議直前SP!“みんなのカープ”県民大会議（2018年10月24日、2019年10月16日、2020年10月23日、2021年10月8日・2022年10月14日、NHK広島放送局）
  - みんなのカープ県民大会議!開幕直前SP（2022年3月18日・2023年3月17日、NHK広島放送局）
- カープどん底からの復活〜市民球団70年誕生の原点〜（2021年3月26日、NHK広島放送局）
- ラウンドちゅうごく「女性を救うフェムテック革命!」（2022年2月3日、NHKBS1）
- ZIP! 天気予報（2022年3月28日 - 読売テレビ系列）ZIP!ファミリー広島
- 5up!（2022年4月 - 、広島ホームテレビ）水曜コメンテーター

### 舞台
- 灯籠（2015年2月5日 - 2月8日、シアターKASSAI）原作・ゲスト
- 朗読劇『雲は湧き、光あふれて』（2016年3月30日 - 4月3日、紀伊國屋サザンシアター）-泉千納
- ハロー，イエスタデイ 再演 (2016年8月24日 - 31日、シアターサンモール) -安住真希
- モンブラン～黄昏のROUTE69～ (2017年2月7日 - 10日、ゆめまち劇場) -春野スミレ
- モンブラン～黄昏のROUTE69～ (2017年3月14日 - 17日、ゆめまち劇場) -春野スミレ
- The Great Gatsby In Tokyo (2019年9月25日 - 10月1日、DDD青山クロスシアター) -マッキー婦人
- Stand Up, My Self（2021年2月26日-28日、大塚萬劇場）-うえむらちか本人役で映像出演

### Web番組
- 『あけちかの女子コン!〜女子ってコンなもんですよ?〜』（2011年7月1日〜12月2日、ニコニコ生放送）
- 『ももドラ episode.2 姉カレ』（期間限定配信2011年12月8日 - 、テレ朝動画）
- 『豆知識ッス』第11話「一生懸命日本語を学ぼうとする留学生の彼があまりにも可愛いから、まめ知識を言ってみたら…」（2011年12月30日-、dTV）
- 『赤ペン瀧川先生の配信大学』＃37話題の「カープ女子」！杉原杏璃＆うえむらちかの特別授業！（2014年5月27日、テレ朝動画）
- 『ニコニコ映画実況ジブリシリーズ』レギュラーゲスト（ニコニコ生放送）

### Web動画
- 広島市『教えて！雇用調整助成金』出演（厚生労働省-広島労働局）
- 中国税理士会『知っとる税』出演（中国税理士会）
- 三原市観光プロモーション動画「SUNAMI」出演（2021年4月1日、三原市-公式チャンネル）

### ラジオ
- うえむらちかのラジカントロプス2.0（2007年10月5日、2007年10月12日、ラジオ日本 1422kHz）
- 里崎智也のラジカントロプス2.0（2007年12月14日、2007年12月21日、ラジオ日本 1422kHz） アシスタント兼インタビュアー[6]
- うぇぶらじ@電撃文庫（2009年9月10日 - 2018年10月25日） パーソナリティー
- GEKIDAN SAMBA CARNIVAL（2009年10月 - 2010年3月、エフエム富士） 第2期アシスタント
- TOKYO→NIIGATA MUSIC CONVOY（2011年10月7日 - 2013年3月28日、FM PORT）結城アイラと共に木曜日担当
- アイラとちかのお気に召すまま（2013年4月6日 - 2015年9月25日、FM PORT）
- カープ女子 恋する応援団（2015年3月 - 終了、RCCラジオ）東京駐在パーソナリティ
- TBSラジオ エキサイトベースボール（TBSラジオ）2015年、2016年シーズンイメージキャラクター[7]
- with Tigers MBSベースボールパーク みんなでホームイン!（2015年11月7日、MBSラジオ）「土曜日だからお客様 ゲストの泉」に出演
- うえむらちかの鯉スル企画室（2020年4月 - 毎週土曜日20時-20時半、2022年4月 - 21時45分-22時、RCCラジオ）[8][9]
- 『聞いてみんさい！広島』パーソナリティ（2020年10月7日-、中国新聞社Voicy[10]）

### CM
- 任天堂Wii「お天気チャンネル」（2007年2月 - ）
- ヒガシマル「ちょっとどんぶり」（2007年3月 - ）
- アイフル「手紙篇」（2007年4月 - ）
- アイフル「写真篇」（2007年12月 - ）
- アイフル「お父さん寂しい？篇」（2008年6月 - ）
- テレビ埼玉「テレ玉モバイル駅伝篇〜」（2013年4月 - ）出演だけでなくCM内のパラパラ漫画も手がけている
- ロート製薬「教室と黒板篇」(2013年11月 - )
- 進物の大進「2014お歳暮〜結婚したら〜篇・2014お歳暮〜サービス〜篇・2014お歳暮〜早めに注文〜篇」(2014年11月 - )
- スカパー!ナイター!開催記念 想像してみようキャンペーン（2018年5月）
- RCC Very!カープ and Amazon エディオン蔦屋家電に行ってみよう!（2018年）
- NTTドコモ「ディズニーデラックス トイ・ストーリー」篇（2019年）
- アシェット・コレクションズ・ジャパン「はじめての刺し子」篇（2021年）
- プレミアアンチエイジング株式会社「カープ女子の勝利へのおまじない」篇（2021年）
- ダイハツ広島「スマパケ」篇 営業版（2021年-）
- ライオン株式会社「バファリンルナi〜観戦中に痛くなったら困る〜」編「これからカープ戦なのに痛くて困る」編（2022年6月-）

### 声優
- のらみみ　子供たち役
- WHITE ALBUM　女性ファン役
- COACH コーチ 40歳のフィギュアスケーター　CMスポットナレーション
- ベン・トー　受付役
- 【スカパー鉄道チャンネル】盲腸線～行き止まり駅の旅　ナレーション
- 秦建日子アニメーション監督作品『スパ☆コン』第6話 野球ボールくん広島東洋カープエディション役（2022年1月22日公開）

### 歌
配信限定
- うえむらちか with COIFUL CHEERS「鯉スル乙女」（2017年8月16日、ビクター）
- うえむらちか「おこのみやきソング」（広島「食」の観光キャンペーン2021テーマソング）

### イベント
- まるごとHIROSHIMA博2017～ひろしまファミリーパーク～（2017年11月19日、iTSCOM STUDIO & HALL 二子玉川ライズ）

### 雑誌
- 週刊ヤングジャンプNo.40特大号（2009年9月3日発売） - グラビア
- 週刊アスキー増刊2012年6月5日号 - 『うえむらちかのはじめて自作』、グラビア

## 著書
小説
- ヤヌス （2010年4月20日、講談社Birth）
- 灯籠 （2012年6月8日[11][12]、ハヤカワ文庫JA）

野球
- カープ女子 うえむらちか&広島東洋カープ 2014年の軌跡 （2014年11月29日[13]、KADOKAWA/アスキー・メディアワークス） ISBN 978-4048690034

漫画
- うえむらちかのカープごはん。 （2017年7月26日、ザメディアジョン） ISBN 978-4862505033

## 寄稿
- 広島カープ 25年ぶりセ界一!（2017年9月25日、洋泉社、ISBN 9784800313225） - 私が選ぶMVP＆名シーン
- 広島東洋カープ読本2018（2018年3月1日、洋泉社、ISBN 9784800314161） - うえむらちかの広島東洋カープ2017優勝旅行レポート

## 連載
- アキバの神々（講談社『Ｇ２』(月刊現代後継ﾉﾝﾌｨｸｼｮﾝ)）
- 幻冬舎『papyrus』書評コーナー
- パーソナリティが描く！　よくわかる！　うぇぶらじ４コマ劇場！（アスキー・メディアワークス『電撃文庫ＭＡＧＡＺＩＮＥ』）
- うえむら、〇〇読みました‼︎（アスキー・メディアワークス『週刊アスキー 秋葉原限定版』）
- うえむら、〇〇読みました♡（アスキー・メディアワークス『電撃文庫萌王』）

野球
- 月刊ホームラン（ザ・メディアジョン）
- うえむらちかのカープ女子東京通信（広島スポーツWEBメディア「HIROSPO」）
- CARP-girl-CARP（広島アスリートマガジンアプリ「広島アスリート」）
- うえむらちかの、カープ女子観戦記（朝日新聞デジタル）
- 鯉スル乙女（2019年10月 - 、デイリースポーツ広島版）木曜 月2回
- カープグッズ特命調査班（2021年2月26日〜、広島アスリートマガジンWEB）
- うえむらちかの鯉スル自由研究（広島アスリートマガジン2021年8月号 - ）